# Ндой-Бруар, Йоанн
Йоанн Ндой-Бруар (фр. Yohann Ndoye-Brouard; род. 29 ноября 2000, Шамбери) — французский пловец, бронзовый призёр летних Олимпийских игр 2024 года, трёхкратный призёр чемпионата мира 2025 года, чемпион Европы Специализируется в плавании на спине. Участник летних Олимпийских игр 2020 и 2024 годов.

## Биография
Родился 29 ноября 2000 года в Шамбери, во Франции.
В 2021 году принял участие в соревнованиях летних Олимпийских игр в Токио. На дистанции 100 метров на спине был шестнадцатым, а на дистанции в двое больше стал девятым. В эстафетном заплыве 4 по 100 метров комплексным плаванием в составе французской команды стал десятым.
В 2022 году на чемпионате Европы в Риме завоевал три медали. Стал чемпионом на дистанции 200 метров на спине.
В 2024 году принимал участие в летних Олимпийских играх в Париже. На дистанции 100 метров на спине стал седьмым, на 200 метровке стал шестнадцатым. В составе французской эстафетной команды 4 по 100 метров комплексным плаванием завоевал бронзовую медаль Олимпиады.
На чемпионате мира 2025 года в Сингапуре на дистанциях 100 и 200 метров на спине завоевал бронзовые медали.